# 佐藤昭夫 (政治家)
佐藤 昭夫（さとう あきお、1927年8月15日 - 2007年10月23日）は日本の教育者、政治家。元参議院議員（日本共産党公認、2期）。

## 来歴
愛知県名古屋市出身。京都大学理学部を卒業後、京都市立日吉ヶ丘高等学校教諭を務める傍ら、1958年京都教職員組合役員に就任。
1977年の参院選に京都府選挙区から立候補し初当選。1983年の参院選でも再選を果たすが、1989年の参院選で次点に終わる。
2007年10月23日、肺炎のため京都府宇治市の病院で死去。80歳。